# Llengua nez percé
El nez percé (AFI: ˌnɛzˈpɜrs), chopunnish o niimiipuutímt, és una llengua shahaptiana relacionada amb els diversos dialectes del sahaptin. La subfamília shahaptiana és una de les branques de la família de les llengües penutianes dels turons que al seu torn pot estar relacionat amb el penutià. És parlat pels nez percés del nord-oest Estats Units.
El nez percé és una llengua amenaçada. Si bé les fonts difereixen sobre el nombre exacte de parlants fluids, és gairebé segur que estan per sota de 100. El poble nez percé està tractant de tornar a introduir la llengua en l'ús natiu a través d'un programa de revitalització lingüística, tot i que actualment el futur de la llengua nez percé està lluny d'estar assegurat.
La gramàtica del nez percé ha estat descrita en una gramàtica (Aoki 1970) i un diccionari (Aoki 1994) amb dues dissertacions (Rude 1985; Crook 1999).

## Fonologia
La fonologia del nez percé inclou harmonia vocàlica (que fou mencionada per Noam Chomsky & Morris Halle' a The Sound Pattern of English), així com un complex sistema d'accent prosòdic descrit per Crook (1999).

### Consonants
|            |              | Bilabial | Dental  | Alveolar | Alveolar | Postalveolar | Palatal | Velar | Velar | Uvular | Uvular | Glotal |
| (Lateral)  | central      | Bilabial | Lateral | plana    | lab.     | Postalveolar | Palatal | plana | lab.  |        |        | Glotal |
| ---------- | ------------ | -------- | ------- | -------- | -------- | ------------ | ------- | ----- | ----- | ------ | ------ | ------ |
| Nasal      | plain        | m        |         | n        |          |              |         |       |       |        |        |        |
| Nasal      | glotalitzada | m̰        |         | n̰        |          |              |         |       |       |        |        |        |
| Oclusiva   | sorda        | p        |         | t        |          |              | c       | k     | kʷ    | q      | qʷ     | ʔ      |
| Oclusiva   | glotàlica    | pʼ       | tɬʼ     | tʼ       |          |              | cʼ      | kʼ    | kʷʼ   | qʼ     | qʷʼ    |        |
| Fricativa  | (Sorda)      |          | ɬ       | s        |          | ʃ            |         | x     |       | χ      |        | h      |
| Aproximant | plain        | w        |         |          | l        |              | j       |       |       |        |        |        |
| Aproximant | glotalitzada | w̰        |         |          | l̰        |              | j̰       |       |       |        |        |        |

## Gramàtica
Com a moltes altres llengües ameríndies, el verb nez percé pot tenir el significat d'una frase completa. (Aquesta forma de proporcionar una gran quantitat d'informació en una paraula es diu polisíntesi). Els afixos verbals proporcionen informació sobre la persona i nombre del subjecte i complement directe, així com temps i aspecte (per exemple, si una acció s'ha completat).
| paraula:   | ʔaw̓líwaaʔinpqawtaca                                                        |
| morfemes:  | ʔew - ʔilíw - wee - ʔinipí - qaw - tée - ce                                |
| glossa:    | 1/2-3OBJ - fire - fly - grab - straight.through - go.away - IMPERF.PRES.SG |
| traducció: | 'Vaig a treure'l en el foc' (Cash Cash 2004:24)                            |
| paraula:   | hitw̓alapáyna                              |
| morfemes:  | hi - tiw̓ele - pááy - e                    |
| glossa:    | 3SUBJ - in.rain - come - PASSAT           |
| traducció: | 'Ell va arribar amb la pluja' (Aoki 1979) |

## Cas
En nez percé el subjecte d'una oració, i l'objecte quan no és un, cadascun pot ser declinat pel cas gramatical, un afix que mostra la funció de la paraula. El nez percé empra una estratègia de cas marcat en tres vies: un subjecte transitiu, un objecte transitiu, i un subjecte intransitiu estan assenyalats de manera diferent. El nez percé és, doncs, un exemple del tipus molt rar de llenguatge tripartit (veure alineament morfosintàctic).
A causa d'aquest cas, l'ordre de les paraules pot ser molt lliure. Una ordre de paraules específica li diu a l'oient el que és informació nova (focus) versus informació antiga (tema), però no marca el subjecte i l'objecte.

### Harmonia vocàlica
- Aoki, Haruo «Nez Perce vowel harmony and proto-Sahaptian vowels». Language, 42, 4, 1966, pàg. 759–767. DOI: 10.2307/411831. JSTOR: 411831.
- Aoki, Haruo «Toward a typology of vowel harmony». International Journal of American Linguistics, 34, 2, 1968, pàg. 142–145. DOI: 10.1086/465006.
- Chomsky, Noam; & Halle, Morris. (1968). Sound pattern of English (pp. 377–378). Studies in language. New York: Harper & Row.
- Hall, Beatrice L.; & Hall, R. M. R. (1980). Nez Perce vowel harmony: An Africanist explanation and some theoretical consequences. In R. M. Vago (Ed.), Issues in vowel harmony (pp. 201–236). Amsterdam: John Benjamins.
- Jacobsen, William «On the prehistory of Nez Perce vowel harmony». Language, 44, 4, 1968, pàg. 819–829. DOI: 10.2307/411901. JSTOR: 411901.
- Kim, Chin (1978). 'Diagonal' vowel harmony?: Some implications for historical phonology. In J. Fisiak (Ed.), Recent developments in historical phonology (pp. 221–236). The Hague: Mouton.
- Lightner, Theodore «On the description of vowel and consonant harmony». Word, 21, 1965, pàg. 244–250.
- Rigsby, Bruce «Continuity and change in Sahaptian vowel systems». International Journal of American Linguistics, 31, 4, 1965, pàg. 306–311. DOI: 10.1086/464860.
- Rigsby, Bruce; & Silverstein, Michael «Nez Perce vowels and proto-Sahaptian vowel harmony». Language, 45, 1, 1969, pàg. 45–59. DOI: 10.2307/411752. JSTOR: 411752.
- Zimmer, Karl «A note on vowel harmony». International Journal of American Linguistics, 33, 2, 1967, pàg. 166–171. DOI: 10.1086/464954.
- Zwicky, Arnold «More on Nez Perce: On alternative analyses». International Journal of American Linguistics, 37, 2, 1967, pàg. 122–126. DOI: 10.1086/465146.

## Material d'aprenentatge de la llengua

### Diccionaris i vocabularis
- Aoki, Haruo. (1994). Nez Perce dictionary. University of California publications in linguistics (Vol. 112). Berkeley: University of California Press. ISBN 0-520-09763-7.
- «Nez Perce Literature and vocabulary». Indigenous Peoples' Literature. [Consulta: 21 setembre 2013].
- McBeth, Sue. «Nez Perce-English Dictionary samples». [Consulta: 21 setembre 2013].
- «Nez Perce-English Vocabulary». Nez Perce National Historical Park. [Consulta: 21 setembre 2013].
- Morvillo, Anthony. «A Dictionary of the Numípu Or Nez Perce Language», 1895. [Consulta: 21 setembre 2013].
- «Nez Perce Language and the Nez Perce Indian Tribe (Nimipu, Nee-me-poo, Chopunnish, Sahaptin)». nativelangages-org. [Consulta: 21 setembre 2013].

### Gramàtica
- Aoki, Haruo. (1970). Nez Perce grammar. University of California publications in linguistics (Vol. 62). Berkeley: University of California Press. ISBN 0-520-09259-7. (Reprinted 1973, California Library Reprint series).
- Missionary in the Society of Jesus in the Rocky Mountains. A Numipu or Nez-Perce grammar.  Desmet, Idaho: Indian Boys' Press [Consulta: 21 setembre 2013].

### Texts i cursos
- «Nimipuutimt Calendar and Nez Perce Tribe Language Program». Arxivat de l'original el 2013-09-23. [Consulta: 21 setembre 2013].
- Aoki, Haruo. (1979). Nez Perce texts. University of California publications in linguistics (Vol. 90). Berkeley: University of California Press. ISBN 0-520-09593-6., 2, 3
- Aoki, Haruo; & Whitman, Carmen. (1989). Titwáatit: (Nez Perce Stories). Anchorage: National Bilingual Materials Development Center, University of Alaska. ISBN 0-520-09593-6. (Material originally published in Aoki 1979).
- «Nez Perce Language Courses» (Department of Foreign Languages and Literatures and American Indian Studies Program, University of Idaho). [Consulta: 21 setembre 2013].
- Rockliff, J. A. «The Life of Jesus Christ from the Four Gospels in the Nez Perce Language :», 1915. [Consulta: 21 setembre 2013].
- «Nez Perce language - Audio Bible stories and lessons». Global Recordings Network. [Consulta: 21 setembre 2013].
- «Nez Perce Language Courses» (Department of Foreign Languages and Literatures and American Indian Studies Program, University of Idaho). [Consulta: 21 setembre 2013].
- «Nez Perce Literature and vocabulary». Indigenous Peoples' Literature. [Consulta: 21 setembre 2013].
- Watters, Mari. (1990). Nez Perce tapes and texts. [5 audio cassettes & 1 booklet]. Moscow, Idaho: Mari Watters Productions, Upward Bound, College of Education, University of Idaho.